# Mauricio Bacarisse
Mauricio Bacarisse (Madrid, 1895 — 1931) va ser un poeta, novel·lista i crític literari espanyol. Va estar molt influït pel Modernisme, especialment per l'escriptor Juan Ramón Jiménez. Era cosí del compositor Salvador Bacarisse.

## Obres
- Mitos (1929)
- Los terribles amores de Agliverto y Celedonia (1931).